# Стара Славоґура
Стара Славоґура (пол. Stara Sławogóra) — село в Польщі, у гміні Шидлово Млавського повіту Мазовецького воєводства.
Населення — 161 особа (2011).
У 1975-1998 роках село належало до Цехановського воєводства.

## Демографія
Демографічна структура станом на 31 березня 2011 року:
|          | Загалом | Допрацездатний вік | Працездатний вік | Постпрацездатний вік |
| -------- | ------- | ------------------ | ---------------- | -------------------- |
| Чоловіки | 77      | 16                 | 49               | 12                   |
| Жінки    | 84      | 24                 | 41               | 19                   |
| Разом    | 161     | 40                 | 90               | 31                   |